# Walter Wolf Racing
Walter Wolf Racing var en brittisk formelbiltillverkare med ett formel 1-stall som tävlade i slutet av 1970-talet.

## Historik

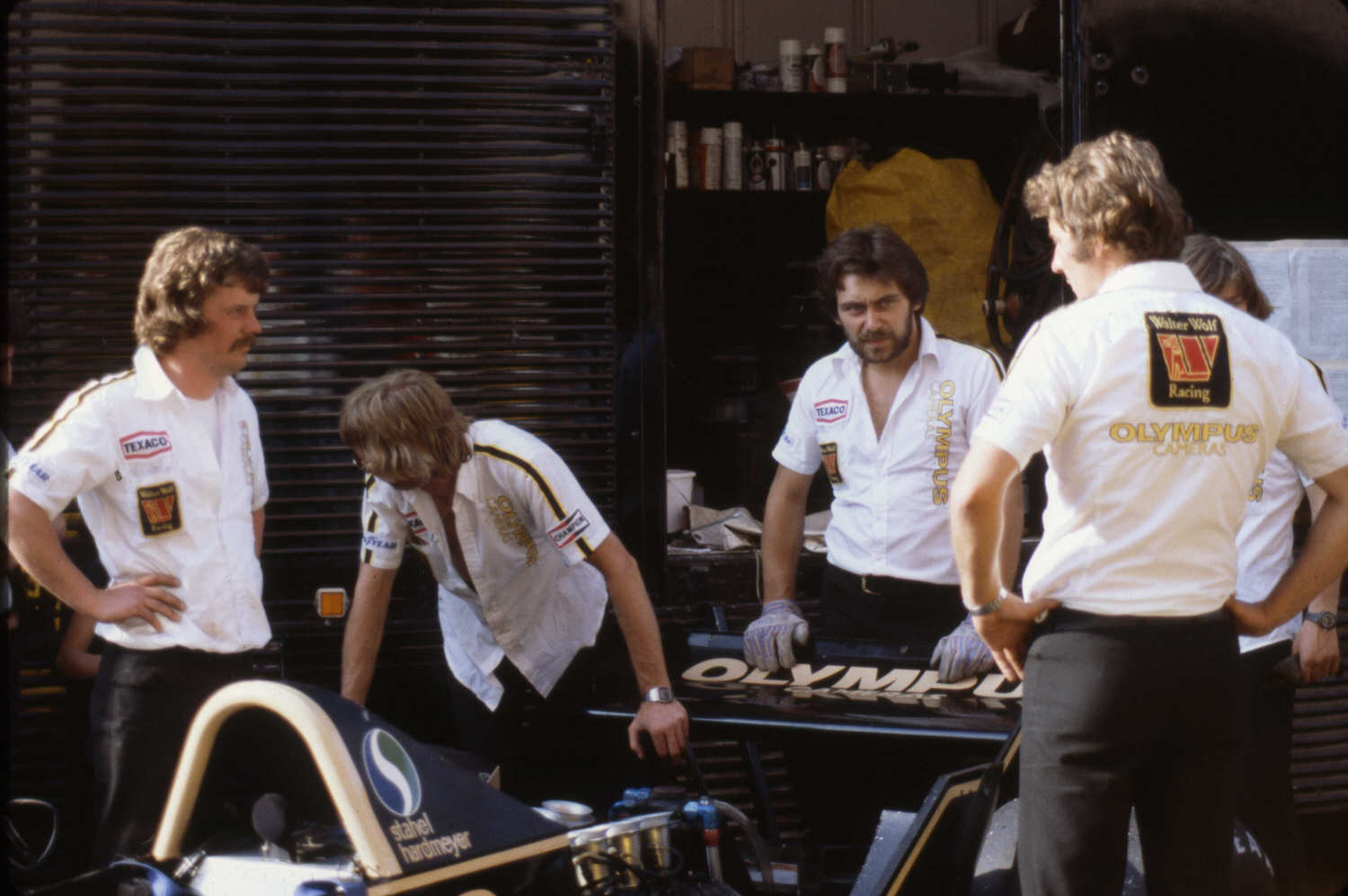
Wolfs depå i.

Den kanadensiske affärsmannen Walter Wolf köpte under säsongen 1976 60 procent av Frank Williams Racing Cars med Frank Williams som fortsatt stallchef. 
Walter Wolf blev besviken över säsongens resultat, så han köpte resten av stallet från Williams och startade istället Walter Wolf Racing, nu med Peter Warr från Lotus som stallchef.
Det nya stallet gjorde omedelbart succé genom att vinna sitt första lopp i Argentina 1977. Efter en strålande första säsong 1977, då man slutade på fjärde plats i konstruktörsmästerskapet, och en hyfsad andra säsong 1978, då man slutade på femte plats, gick det snabbt allt sämre och efter säsongen 1979 drog man sig ur formel 1.

## F1-säsonger
| Säsong | Tävlingsnamn                | Bil                                 | Motor                    | Däck | Poäng | VM-plac. | Förare 1        | Förare 2    | Övriga förare                                                       |
| ------ | --------------------------- | ----------------------------------- | ------------------------ | ---- | ----- | -------- | --------------- | ----------- | ------------------------------------------------------------------- |
| 1976   | Walter Wolf Racing          | Wolf-Williams FW05                  | Ford Cosworth DFV 3.0 V8 | G    | 0     | 14:e     | Arturo Merzario | Hans Binder | Chris Amon Warwick Brown Jacky Ickx Masami Kuwashima Michel Leclère |
| 1977   | Walter Wolf Racing          | Wolf WR1 Wolf WR2 Wolf WR3          | Ford Cosworth DFV 3.0 V8 | G    | 55    | 4:a      | Jody Scheckter  |             |                                                                     |
| 1978   | Walter Wolf Racing          | Wolf WR1 Wolf WR3 Wolf WR5 Wolf WR6 | Ford Cosworth DFV 3.0 V8 | G    | 24    | 5:a      | Jody Scheckter  | Bobby Rahal |                                                                     |
| 1979   | Olympus Cameras Wolf Racing | Wolf WR7 Wolf WR8 Wolf WR9          | Ford Cosworth DFV 3.0 V8 | G    | 0     | 13:e     | Keke Rosberg    |             | James Hunt                                                          |

| 1. Argentina 1977 2. Monaco 1977 3. Kanada 1977 | 1. Tyskland 1977 | 1. Monaco 1977 2. Japan 1977 |

## Andra stall
- Williams tävlade i Wolf-Williams-bilar i Brasilien 1976, Sydafrika 1976 och USA West 1976.
- Theodore tävlade i Wolf WR3 i Tyskland 1978 och Österrike 1978 samt i Wolf WR4 i Nederländerna 1978 och Italien 1978.